# Dragomir Hurmuzescu
Dragomir M. Hurmuzescu (n. 13 martie 1865, București, Principatele Unite Române – d. 31 mai 1954, București, România) a fost un fizician și inventator român, profesor la Universitatea din Iași și la Universitatea din București, membru corespondent al Academiei Române, fondatorul învățământului electrotehnic din România și colaborator al soților Marie și Pierre Curie.

## Biografie
Provine dintr-o familie obișnuită fiind fiul cel mare a lui Martin Hurmuzescu, funcționar al poștei, și al Profirei, casnică.
Își începe studiile la unica școală primară din Sectorul Galben al Bucureștiului din str. Polonă.
În 1884 absolvă cursurile Colegiului Sfântul Sava, după care urmează cursurile Facultății de Științe a Universității București până în 1887.
Pe timpul liceului rămâne orfan de tată motiv pentru care este nevoit să susțină financiar întreaga familie și începe să susțină  meditații la franceză unor copii proveniți din familii înstărite
În urma unui concurs obține o bursă care-i permite urmarea cursurilor la Universitatea Sorbona din Paris unde în 1890 devine licențiat in Fizică absolvind studiile ca șef de promoție.
Pe perioada șederii la Paris lucrează în cadrul laboratorului de la Sorbona, sub îndrumarea unuia dintre profesorii săi Gabriel Lippman și alături de Maria Sklodowska (cunoscută ca Marie Curie) și Pierre Curie. În această perioadă este ales membru al „Societății Franceze de Fizică”, membru al „Comitetului savanților străini din Franța” și membru al „Societății Fizicienilor Germani”
În anul 1894 inventează un izolator alcătuit pe baza unui amestec de sulf și parafină, folosit în construcția electroscoapelor numită dielectrină și electroscopul care îi poartă numele electroscopul Hurmuzescu
Pentru pregătirea tezei a proiectat și construit un dinam cu voltaj mare (dinam cu patru induși fixați pe același arbore pentru obținerea unei tensiune de peste 2000 V), experiment care a atras atenția cercetătorilor vremii. O parte din cercetările sale sunt publicate în publicațiile de specialitate ale vremii precum  “Analele Academiei de Științe” și „Buletinul Societății Franceze de Fizică”. În urma  susțineri tezei de doctorat din 28 aprilie 1896 devine doctor în fizică.
În 1896 se întoarce în țară și este numit conferențiar de matematici generale, în cadrul Facultății de Științe a Universității din Iași și profesor de fizică la Liceul Internat (în prezent Liceul Costache Negruzzi). În anul următor este numit directorul Liceului Internat.
În 1901 este înființată Societatea de Științe din Iași la inițiativa lui Hurmuzescu. În același an realizează experimentele de comunicație prin radio ale lui Guglielmo Marconi, Alexandr Popov.
Între 1904-1907 este secretar general al Ministerului Instrucțiunii Publice când încearcă o reorganizare a învățământului științific liceal.
În 1910 în cadrul Facultății de Științe din Iași, inițiază înființarea școli de electricitate demers care stă la baza fondării, în 1913, a Institut Electrotehnic din Iași.
În 1913 se transferă la București unde a fost director al Institutului Electrotehnic, profesor la “Catedra de aplicații ale căldurii și electricității” de la Facultatea de Științe și decan al acestei facultăți.
În 1916 a fost ales membru corespondent al Academiei Române și membru fondator al Academiei de Științe din Romania, iar în 1937 -membru de onoare al Societății Franceze a Electricienilor.
În anul 1937 se retrage din activitatea profesională.
În 1965, la împlinirea a 100 de anii de la naștere, UNESCO propune omagierea marelui savant român Dragomir M. Hurmuzescu.

## Activitate științifică
A avut contribuții în domeniile electricității și fizicii razelor X. A inventat dielectrina și a construit electroscopul care-i poartă numele (1894). A pus bazele primului laborator de electricitate din țară, transformat apoi în Școala de Electricitate de pe lângă Universitatea din Iași, prima școală de fizică experimentală. A fost ctitor al radiofoniei românești. El repetă și realizează la Iași în anul 1901 experimentele de comunicație prin radio ale lui Guglielmo Marconi, Alexandr Popov și ale altora din perioada 1895-1901.
În 1922, sub conducerea sa, a început să funcționeze Societatea Română de Radiodifuziune (Societatea de Difuziune Radiotelefonică din România), care la 1 noiembrie 1928 difuza prima emisiune cu anunțul: Alo, alo, aici Radio București, urmat de discursul președintelui Societății, Dragomir Hurmuzescu. Acesta a fost momentul care a inaugurat, practic, postul național de radio din România.
În 1927 este ales președintele pentru primul exercițiu al Comitetului Electrotehnic Român.
A fost membru fondator al Academiei de Științe din România .

## Colaborări
Colaborează în mai multe proiecte cu ingineri de seamă ai vremii, precum cu:
- N. Patriciu în perfecționarea aparatelor electrice de măsură și determinarea radioactivității petrolului
- E. Severin în determinarea radioactivității apelor minerale
- Emil Petrașcu la înființarea unei secții de radiocomunicații în cadrul Institutul Electrotehnic al Universității București
- soții Pierre și Marie Curie care în 1899 utilizează electroscopul Hurmuzescu în primele experiențe asupra radiului.
- Henri Becqueler în anul 1903 care utilizează electroscopul Hurmuzescu în cercetări de radioactivitate, cercetări distinse cu premiul Nobel.

## Lucrări
- Căldură și electricitate (1900)
- Electricitate generală și aplicată (1934)
- Telegrafia fără sârmă cu ajutorul undelor electrice (1902)
- Dialectrina, un nou electroscop - articol publicat în „Soc. fr. Physique” (1894)
- Radioactivitatea petrolurilor române - „Congresul Industriei Petrol” de la București (1907)
- Radioactivitatea apelor minerale din România - articol publicat în „Ann. Academiei Române” (1909)
- Viitorul industriei electrice în România - articol publicat în „Revista Gen. Electr.” (1919)
- Efectul Zeeman și magnetonii - articol publicat în „Buletinul IRE” (1936)